# Beat Feuz
Beat Feuz (ur. 11 lutego 1987 w Schangnau) – szwajcarski narciarz alpejski, trzykrotny medalista igrzysk olimpijskich i mistrzostw świata oraz wielokrotny medalista mistrzostw świata juniorów.

## Kariera
Pierwszy raz na arenie międzynarodowej Beat Feuz pojawił się 18 grudnia 2002 roku w Grimentz, gdzie w zawodach FIS Race w slalomie zajął 28. miejsce. W lutym 2005 roku brał udział w mistrzostwach świata juniorów w Bardonecchii, gdzie zdobył między innymi brązowy medal w slalomie. Na rozgrywanych rok później mistrzostwach świata juniorów w Quebecu jego najlepszymi wynikami były czwarte miejsca w biegu zjazdowym i supergigancie. Największe sukcesy w tej kategorii wiekowej osiągnął jednak podczas mistrzostw świata juniorów w Altenmarkt w 2007 roku, gdzie zwyciężył w zjeździe, supergigancie i kombinacji, a w slalomie zdobył brązowy medal.
W zawodach Pucharu Świata zadebiutował 10 grudnia 2006 roku w Reiteralm, gdzie zajął 33. miejsce w superkombinacji. Pierwsze pucharowe punkty wywalczył 14 marca 2007 roku w Lenzerheide, zajmując czternaste miejsce w zjeździe. Blisko rok później, 11 marca 2011 roku w Kvitfjell, pierwszy raz stanął na podium, zwyciężając w zjeździe. Najlepsze wyniki osiągnął w sezonie 2011/2012, kiedy trzynaście razy stawał na podium, odnosząc przy tym cztery zwycięstwa: 16 grudnia 2011 roku w Val Gardena wygrał supergiganta, 14 stycznia 2012 roku w Wengen i 11 lutego 2012 roku w Soczi był najlepszy w zjeździe, a 2 marca 2012 roku w Kvitfjell ponownie zwyciężył w supergigancie. W klasyfikacji generalnej był drugi, ulegając tylko Austriakowi Marcelowi Hirscherowi. W tym samym sezonie był też drugi w klasyfikacjach zjazdu i kombinacji, a w klasyfikacji supergiganta zajął trzecie miejsce. Z powodu kontuzji lewego kolana nie startował w sezonie 2012/2013. W sezonie 2017/2018 wywalczył Małą Kryształową Kulę za zwycięstwo w klasyfikacji zjazdu. Wynik ten powtórzył w sezonach 2018/2019 i 2019/2020, a w sezonie 2021/2022 był drugi.
Pierwszy medal wśród seniorów wywalczył podczas mistrzostw świata w Beaver Creek w 2015 roku, gdzie zajął trzecie miejsce w zjeździe. W zawodach tych wyprzedzili go jedynie jego rodak Patrick Küng oraz Travis Ganong z USA. Na rozgrywanych dwa lata później mistrzostwach świata w Sankt Moritz w tej samej konkurencji był najlepszy, wyprzedzając Erika Guaya z Kanady i Austriaka Maxa Franza. Zdobył także brązowy medal w zjeździe na mistrzostwach świata w Cortina d’Ampezzo w 2021 roku, gdzie lepsi byli jedynie Austriak Vincent Kriechmayr i Niemiec Andreas Sander. Na rozgrywanych dwa lata wcześniej mistrzostwach świata w Åre był czwarty w tej konkurencji, przegrywając walkę o podium z Kriechmayrem o 0,11 sekundy.
W 2014 roku brał udział w igrzyskach olimpijskich w Soczi, zajmując między innymi trzynaste miejsce w zjeździe i piętnaste w superkombinacji. Na igrzyskach olimpijskich w Pjongczangu w 2018 roku zdobył srebrny medal w supergigancie, rozdzielając na podium Matthiasa Mayera z Austrii i Kjetila Jansruda z Norwegii. Parę dni wcześniej zdobył też brązowy medal w zjeździe, plasując się za dwoma Norwegami: Akselem Lundem Svindalem i Kjetilem Jansrudem. Brał też udział w igrzyskach olimpijskich w Pekinie w 2022 roku, gdzie wywalczył złoty medal w zjeździe. Startował także w supergigancie, ale nie ukończył rywalizacji.

## Osiągnięcia

### Igrzyska olimpijskie
| Miejsce | Dzień     | Rok  | Miejscowość | Konkurencja     | Czas biegu | Strata | Zwycięzca          |
| ------- | --------- | ---- | ----------- | --------------- | ---------- | ------ | ------------------ |
| 13.     | 9 lutego  | 2014 | Soczi       | Zjazd           | 2:06,23    | +1,26  | Matthias Mayer     |
| 17.     | 14 lutego | 2014 | Soczi       | Superkombinacja | 2:45,20    | +2,55  | Sandro Viletta     |
| 12.     | 16 lutego | 2014 | Soczi       | Supergigant     | 1:18,14    | +2,51  | Kjetil Jansrud     |
| 3.      | 15 lutego | 2018 | Jeongseon   | Zjazd           | 1:40,25    | +0,18  | Aksel Lund Svindal |
| 2.      | 16 lutego | 2018 | Jeongseon   | Supergigant     | 1:24,44    | +0,13  | Matthias Mayer     |
| 1.      | 7 lutego  | 2022 | Pekin       | Zjazd           | 1:42,69    | -      | -                  |
| DNF     | 8 lutego  | 2022 | Pekin       | Supergigant     | 1:19,94    | -      | Matthias Mayer     |

### Mistrzostwa świata
| Miejsce | Dzień     | Rok  | Miejscowość       | Konkurencja     | Czas zawodów | Strata | Zwycięzca          |
| ------- | --------- | ---- | ----------------- | --------------- | ------------ | ------ | ------------------ |
| 9.      | 12 lutego | 2011 | Ga-Pa             | Zjazd           | 1:58,41      | -      | Erik Guay          |
| DNF2    | 14 lutego | 2011 | Ga-Pa             | Superkombinacja | 2:00,47      | +2,06  | Aksel Lund Svindal |
| 3.      | 7 lutego  | 2015 | Vail/Beaver Creek | Zjazd           | 1:43,18      | +0,31  | Patrick Küng       |
| 14.     | 8 lutego  | 2015 | Vail/Beaver Creek | Superkombinacja | 2:36,10      | +1,17  | Marcel Hirscher    |
| 12.     | 9 lutego  | 2017 | Sankt Moritz      | Supergigant     | 1:25,38      | +1,13  | Erik Guay          |
| 1.      | 12 lutego | 2017 | Sankt Moritz      | Zjazd           | 1:38,91      | -      | -                  |
| 18.     | 6 lutego  | 2019 | Åre               | Supergigant     | 1:24,20      | +1,00  | Dominik Paris      |
| 4.      | 9 lutego  | 2019 | Åre               | Zjazd           | 1:19,98      | +0,44  | Kjetil Jansrud     |
| 10.     | 11 lutego | 2021 | Cortina d’Ampezzo | Supergigant     | 1:19,41      | +0,93  | Vincent Kriechmayr |
| 3.      | 14 lutego | 2021 | Cortina d’Ampezzo | Zjazd           | 1:37,79      | +0,18  | Vincent Kriechmayr |

### Mistrzostwa świata juniorów
| Miejsce | Dzień     | Rok  | Miejscowość  | Konkurencja | Czas biegu | Strata | Zwycięzca            |
| ------- | --------- | ---- | ------------ | ----------- | ---------- | ------ | -------------------- |
| 35.     | 23 lutego | 2005 | Bardonecchia | Zjazd       | 1:25,58    | +3,08  | Rok Perko            |
| 3.      | 24 lutego | 2005 | Bardonecchia | Slalom      | 1:24,10    | +0,92  | Filip Trejbal        |
| 10.     | 25 lutego | 2005 | Bardonecchia | Supergigant | 1:25,20    | +0,79  | Michael Gmeiner      |
| 11.     | 27 lutego | 2005 | Bardonecchia | Gigant      | 2:10,28    | +1,48  | Michael Gmeiner      |
| 4.      | 2 marca   | 2006 | Québec       | Zjazd       | 1:27,26    | +0,55  | Christopher Beckmann |
| 4.      | 4 marca   | 2006 | Québec       | Supergigant | 1:11,81    | +0,21  | Michael Sablatnik    |
| DSQ2    | 5 marca   | 2006 | Québec       | Slalom      | 1:32,98    | -      | Mikkel Bjørge        |
| 17.     | 6 marca   | 2006 | Québec       | Gigant      | 2:20,50    | +3,06  | Stefan Guay          |
| 1.      | 6 marca   | 2007 | Altenmarkt   | Zjazd       | 1:38,41    | -      | -                    |
| 1.      | 8 marca   | 2007 | Altenmarkt   | Supergigant | 1:07,77    | -      | -                    |
| 11.     | 9 marca   | 2007 | Altenmarkt   | Gigant      | 2:14,01    | +2,32  | Marcel Hirscher      |
| 3.      | 10 marca  | 2007 | Altenmarkt   | Slalom      | 1:49,45    | +1,28  | Matic Skube          |
| 1.      | 10 marca  | 2007 | Altenmarkt   | Kombinacja  | 22,36 pkt  | -      | -                    |

### Puchar Świata

#### Miejsca w klasyfikacji generalnej
- sezon 2006/2007: 118.
- sezon 2009/2010: 73.
- sezon 2010/2011: 22.
- sezon 2011/2012: 2.
- sezon 2013/2014: 50.
- sezon 2014/2015: 19.
- sezon 2015/2016: 13.
- sezon 2016/2017: 11.
- sezon 2017/2018: 5.
- sezon 2018/2019: 6.
- sezon 2019/2020: 6.
- sezon 2020/2021: 9.
- sezon 2021/2022: 6.

#### Zwycięstwa w zawodach
1. Kvitfjell – 11 marca 2011 (zjazd)
2. Val Gardena – 16 grudnia 2011 (supergigant)
3. Wengen – 14 stycznia 2012 (zjazd)
4. Soczi – 11 lutego 2012 (zjazd)
5. Kvitfjell – 2 marca 2012 (supergigant)[2]
6. St. Moritz – 16 marca 2016 (zjazd)
7. St. Moritz – 17 marca 2016 (supergigant)
8. Lake Louise – 25 listopada 2017 (zjazd)
9. Wengen – 13 stycznia 2018 (zjazd)
10. Ga-Pa – 27 stycznia 2018 (zjazd)
11. Beaver Creek – 30 listopada 2018 (zjazd)
12. Beaver Creek – 7 grudnia 2019 (zjazd)
13. Wengen – 18 stycznia 2020 (zjazd)
14. Kitzbühel – 22 stycznia 2021 (zjazd)
15. Kitzbühel – 24 stycznia 2021 (zjazd)
16. Kitzbühel – 23 stycznia 2022 (zjazd)

#### Pozostałe miejsca na podium
1. Kvitfjell – 12 marca 2011 (zjazd) – 3. miejsce
2. Lake Louise – 26 listopada 2011 (zjazd) – 2. miejsce
3. Beaver Creek – 2 grudnia 2011 (zjazd) – 2. miejsce
4. Beaver Creek – 3 grudnia 2011 (supergigant) – 3. miejsce
5. Wengen – 13 stycznia 2012 (superkombinacja) – 2. miejsce
6. Kitzbühel – 22 stycznia 2012 (kombinacja) – 2. miejsce
7. Chamonix – 5 lutego 2012 (superkombinacja) – 3. miejsce
8. Soczi – 12 lutego 2012 (superkombinacja) – 2. miejsce
9. Kvitfjell – 4 marca 2012 (supergigant) – 3. miejsce
10. Schladming – 14 marca 2012 (zjazd) – 2. miejsce
11. Beaver Creek – 5 grudnia 2014 (zjazd) – 2. miejsce
12. Wengen – 18 stycznia 2015 (zjazd) – 2. miejsce
13. Kitzbühel – 23 stycznia 2016 (zjazd) – 2. miejsce
14. Ga-Pa – 30 stycznia 2016 (zjazd) – 3. miejsce
15. Chamonix – 20 lutego 2016 (zjazd) – 3.miejsce
16. Kitzbühel – 20 stycznia 2017 (supergigant) – 3. miejsce
17. Ga-Pa – 28 stycznia 2017 (zjazd) – 3. miejsce
18. Kvitfjell – 25 lutego 2017 (zjazd) – 3. miejsce
19. Beaver Creek – 2 grudnia 2017 (zjazd) – 2. miejsce
20. Kitzbühel – 20 stycznia 2018 (zjazd) – 2. miejsce
21. Kvitfjell – 10 marca 2018 (zjazd) – 2. miejsce
22. Kvitfjell – 11 marca 2018 (supergigant) – 2. miejsce
23. Åre – 14 marca 2018 (zjazd) – 3. miejsce
24. Val Gardena – 15 grudnia 2018 (zjazd) – 3. miejsce
25. Bormio – 28 grudnia 2018 (zjazd) – 3. miejsce
26. Wengen – 19 stycznia 2019 (zjazd) – 2. miejsce
27. Kitzbühel – 25 stycznia 2019 (zjazd) – 2. miejsce
28. Kvitfjell – 2 marca 2019 (zjazd) – 2. miejsce
29. Kvitfjell – 3 marca 2019 (supergigant) – 3. miejsce
30. Lake Louise – 30 listopada 2019 (zjazd) – 3. miejsce
31. Bormio – 27 grudnia 2019 (zjazd) – 2. miejsce
32. Bormio – 28 grudnia 2019 (zjazd) – 3. miejsce
33. Kitzbühel – 25 stycznia 2020 (zjazd) – 2. miejsce
34. Saalbach-Hinterglemm – 13 lutego 2020 (zjazd) – 2. miejsce
35. Val Gardena – 19 grudnia 2020 (zjazd) – 3. miejsce
36. Ga-Pa – 5 lutego 2021 (zjazd) – 2. miejsce
37. Saalbach-Hinterglemm – 6 marca 2021 (zjazd) – 2. miejsce
38. Lake Louise – 27 listopada 2021 (zjazd) – 3. miejsce
39. Beaver Creek – 4 grudnia 2021 (zjazd) – 3. miejsce
40. Wengen – 14 stycznia 2022 (zjazd) – 3. miejsce
41. Wengen – 15 stycznia 2022 (zjazd) – 2. miejsce
42. Kvitfjell – 5 marca 2022 (zjazd) – 3. miejsce
43. Courchevel – 16 marca 2022 (zjazd) – 3. miejsce

- W sumie (16 zwycięstw, 22 drugich i 21 trzecich miejsc).